# Zorka annae
Zorka annae är en insektsart som beskrevs av Irena Dworakowska 1970. Zorka annae ingår i släktet Zorka och familjen dvärgstritar. Inga underarter finns listade i Catalogue of Life.